# Platycypha pinheyi
Platycypha pinheyi – gatunek ważki z rodziny Chlorocyphidae.